# Кєнґа (мова)
Кєнґа (Kyenga, Tyenga, Canga, Cenka, Changa, Kã, Kenga, Kyangawa, Tienga, Tyanga) — мов народу кєнґа, що належить до південної родини мови манде нігеро-конголезьких мов та поширена у Нігерії (у штаті Кеббі, 14 000 носіїв) та Беніні (1 000 носіїв). 
Мова кєнґа не має письма. Частину народу кєнґа втратила свою мову, перейшовши на мову гауса у Нігерії та на денді у Беніні.
Кєнґа у мові денді називається тєнґа; канґа — у мові йоруба; кєнґава — у мові гауса; у боко — ка.